# Fotbalová národní liga
La Fotbalová národní liga (o FNL), nota anche come Chance národní liga e in passato come Druhá liga oppure 2. liga, è la seconda divisione professionistica del campionato ceco di calcio, nata in seguito alla dissoluzione della Cecoslovacchia nel 1993.

## Formula
La FNL conta 16 squadre che giocano un girone di andata e ritorno, per un totale di 30 giornate. La prima classificata viene promossa in 1. Liga, mentre seconda e terza classificata giocano uno spareggio promozione/retrocessione con due squadre di 1. liga. Le ultime due classificate sono retrocesse in Česka fotbalová liga o in Moravskoslezská fotbalová liga, a seconda della loro collocazione geografica.

## Storia
La 2. liga nasce, con il nome di 2.liga, nel 1993 da quella cecoslovacca che, essendo sempre stata divisa fra le due regioni della vecchia federazione, si adattò subito a diventare un girone unico per la nuova nazione. Il campionato è passato solo un anno da 16 a 14 squadre nel 2020-2021, dopo l'abolizione delle retrocessioni dalla massima serie decisa dalla federcalcio ceca a causa dell'emergenza determinata dalla pandemia di COVID-19.
A partire dal 2013 la competizione è stata rinominata in FNL.

## Albo d'oro

### 2. liga (1993-2013)
| Anno    | Vincitore          | Secondo posto           | Terzo posto       | Capocannoniere |
| ------- | ------------------ | ----------------------- | ----------------- | --- |
| 1993-94 | Jablonec           | Benešov                 | Ostroj Opava      | Tibor Mičinec (Benešov, 18 gol)                                                                                                 |
| 1994-95 | Slovácká           | Kaučuk Opava            | Boby Brno         | Bedřich Hamsa (LeRK Brno, 22 gol)                                                                                               |
| 1995-96 | Karviná            | Teplice                 | Tatran Poštorná   | Patrik Holomek (Tatran Poštorná, 16 gol)                                                                                        |
| 1996-97 | Dukla Příbram      | Atlantic Lázně Bohdaneč | Zlín              | Václav Koloušek (Dukla Příbram, 18 gol)                                                                                         |
| 1997-98 | Chmel Blšany       | Karviná                 | Bohemians Praga   | Vítězslav Tuma (Karviná, 19 gol)                                                                                                |
| 1998-99 | Bohemians Praga    | České Budějovice JCE    | Slovácká          | Patrik Holomek (Slovácká Slavia Uherské Hradiště, 18 gol)                                                                       |
| 1999-00 | Slovácko           | Viktoria Plzeň          | Baník Ratíškovice | Vladimír Malár (Synot, 18 gol)                                                                                                  |
| 2000-01 | Hradec Králové     | Opava                   | Baník Ratíškovice | Pavel Černý (Hradec Králové, 17 gol)                                                                                            |
| 2001-02 | Dyn. Č. Budějovice | Zlín                    | Mladá Boleslav    | Radek Drulák (1. HFK Olomouc, 16 gol)                                                                                           |
| 2002-03 | Viktoria Plzeň     | Opava                   | Sparta Praga B    | Petr Švancara (Opava, 20 gol)                                                                                                   |
| 2003-04 | Mladá Boleslav     | Drnovice                | Bohemians Praga   | Tomáš Kaplan (Vysočina Jihlava, 10 gol), Roman Bednář (Mladá Boleslav, 10 gol) e Vojtěch Schulmeister (Sigma Olomouc B, 10 gol) |
| 2004-05 | SIAD Most          | Vysočina Jihlava        | Viktoria Plzeň    | Horst Siegl (Most, 16 gol) |
| 2005-06 | Kladno             | Dyn. Č. Budějovice      | Ústí nad Labem    | Petr Faldyna (Kunovice 13 gol, Dynamo České Budějovice 6 gol)                                                                   |
| 2006-07 | Viktoria Žižkov    | Bohemians 1905          | 1. HFK Olomouc    | Petr Faldyna (Vysočina Jihlava, 15 gol)                                                                                         |
| 2007-08 | Bohemians Praga    | Marila Příbram          | Opava             | Petr Faldyna (Vysočina Jihlava, 13 gol)                                                                                         |
| 2008-09 | Bohemians 1905     | Zenit Čáslav            | Vysočina Jihlava  | Martin Jirouš (Baník Sokolov, 18 gol)                                                                                           |
| 2009-10 | Hradec Králové     | Ústí nad Labem          | Tescoma Zlín      | Pavel Černý (Hradec Králové, 14 gol) Dani Chigou (Dukla Praga, 14 gol) Karel Kroupa (Tescoma Zlín, 14 gol)                      |
| 2010-11 | Dukla Praga        | Viktoria Žižkov         | Vysočina Jihlava  | Dani Chigou (Dukla Praga, 19 gol)                                                                                               |
| 2011-12 | Ústí nad Labem     | Vysočina Jihlava        | Baník Sokolov     | Jiří Mlika (Baník Sokolov, 13 gol)                                                                                              |
| 2012-13 | Znojmo             | Bohemians 1905          | 1. HFK Olomouc    | Lukáš Železník (Tescoma Zlín, 13 gol)                                                                                           |

### FNL (2013-attuale)
| Anno    | Vincitore          | Secondo posto    | Terzo posto    | Capocannoniere                                                     |
| ------- | ------------------ | ---------------- | -------------- | ------------------------------------------------------------------ |
| 2013-14 | Dyn. Č. Budějovice | Hradec Králové   | Táborsko       | David Vaněček II (Hradec Králové, 17 gol)                          |
| 2014-15 | Sigma Olomouc      | Varnsdorf        | Trinity Zlín   | Tomáš Poznar (Zlín, 13 gol) Václav Vašíček (Sigma Olomouc, 13 gol) |
| 2015-16 | Karviná            | Hradec Králové   | Znojmo         | Jan Pázler (Hradec Králové, 17 gol)                                |
| 2016-17 | Sigma Olomouc      | Baník Ostrava    | Opava          | Jakub Plšek (Sigma Olomouc, 18 gol)                                |
| 2017-18 | Opava              | Příbram          | Pardubice      | Jan Pázler (Hradec Králové, 21 gol)                                |
| 2018-19 | Dyn. Č. Budějovice | Vysočina Jihlava | Zbrojovka Brno | David Ledecký (Dynamo Ceske Budejovice, 18 gol)                    |
| 2019-20 | Pardubice          | Zbrojovka Brno   | Dukla Praga    | Stanislav Klobása (Vysočina Jihlava, 17 gol)                       |
| 2020-21 | Hradec Králové     | Líšeň            | Prostějov      | Jaroslav Málek (Lisen, 13 gol)                                     |
| 2021-22 | Zbrojovka Brno     | Graffin Vlašim   | Opava          | Jakub Řezníček (Zbrojovka Brno, 18 gol)                            |
| 2022-23 | Karviná            | Vyškov           | Příbram        | Tomáš Wágner (Pribram, 17 gol)                                     |
| 2023-24 | Dukla Praga        | Sigma Olomouc B  | Táborsko       | Jakub Řezníček (Zbrojovka Brno, 13 gol)                            |